# Messaging to Extra-Terrestrial Intelligence

Mesajul METI

METI este un acronim de la expresia anglofonă Messaging to Extra-Terrestrial Intelligence (în română Mesagerie vieții extraterestre inteligente), și este vorba de transmiterea unor mesaje interstelare din lumea terestră unor posibile ființe inteligente din afara sistemului nostru solar.
Spre deosebire de programul SETI (Search for Extra-Terrestrial Intelligence, în română Căutarea vieții extraterestre inteligente), METI nu are drept scop găsirea „extratereștrilor”, ci transmiterea de semnale unor presupuse „Civilizații inteligente din spațiul cosmic”.

## Mesaje trimise
Există două tipuri de mesaje interstelare: radio și materiale. Rata de transfer a mesajelor materiale este atât de infimă încât cea mai apropiată stea va fi atinsă în câteva zeci de mii de ani. Deci, este evident că civilizația noastră se poate conta pe „comunicarea” cu civilizațiile extraterestre doar prin intermediul mesajelor radio.

### Mesaje materiale
- Placa Pioneer (1972, 1973)
- Placa de aur Voyager[2] (Voyager Golden Record; 1977)

### Mesaje radio
- Mesajul Arecibo[3] (1974)
- Cosmic Call (1999, 2003)
- A Message From Earth (2008)

## Riscurile potențiale ale programei
Unii oameni, spre exemplu, scriitorul și omul de știință David Brin, consideră că transmiterea semnalelor poate atrage atenția asupra Pământului din partea unor „civilizații extraterestre neprietenoase”, și care poate în final să ducă la o invazie extraterestră. Prin urmare, se propune amânarea trimiterii semnalelor către extratereștri înainte ca civilizația umană să devine mai dezvoltată tehnologic. Cu toate acestea, susținătorii METI consideră că semnalele adresate sunt transmise unor civilizații avansate, care nu ne-ar putea amenința, fiind-că cunosc deja despre existența umană. Este de remarcat faptul că Pământul de la începutul erei radio și ale celei televizate, a devenit de mult timp o sursă puternică de informații, respectiv, ar fi atras încă în trecut potențialii „extratereștri”.

## Vezi și
- SETI